# 신상해
신상해(申相海, 1956년 10월 8일 ~ )는 대한민국 제5·8대 부산광역시의원이다.

## 경력
- 2006.07 ~ 2010.04 제5대 부산광역시의회 의원
- 사상문화원 부원장
- 신라대학교 행정학과 겸임교수
- 부산김해경전철조합회의 의장
- 협성문화재단 상임이사
- 2017.03.27 더불어민주당 입당
- 2018.07 ~ 2022.05: 제8대 부산광역시의회 의원
  - 2020.07 ~ 2022.05: 제8대 후반기 부산광역시의회 후반기 의장
- 2020.09 ~ 2022.05: 제17대 전국시도의회의장협의회 전반기 정책위원장
- 2024.03.13 더불어민주당 탈당

## 역대 선거 결과
|  | 18.5% |

|  | 64.5% |

|  | 21.35% |

|  | 54.62% |

|  | 37.03% |